# 赤司初太郎

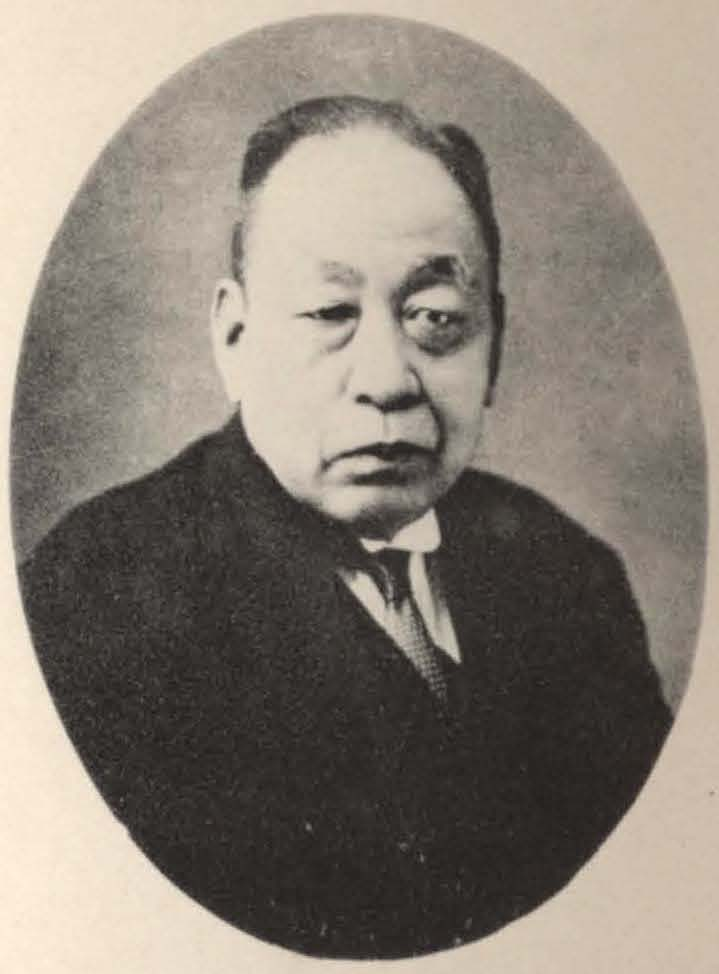
赤司初太郎

赤司 初太郎（あかし はつたろう、1874年1月7日 - 1944年2月12日）は、日本統治時代の台湾で活動した高知県出身の実業家である。
若年期に北海道で林業や水産業に携わった後、1895年、乙未戦争の際に陸軍軍属として台湾に渡った。1898年には雲林県斗六で雑貨店や旅館を経営し、1902年まで陸軍の御用商人を務めた後、様々な事業を展開した。赤司が携わった事業は、樟脳、鉱業、製糖業、酒造業、新聞業など様々であり、東邦炭鉱、満洲製糖、台湾パルプ、台湾合同鳳梨、東邦金属精錬、台湾苧麻、台湾鉄道、内外ビルデイング、大正製酒など17社の社長、日華紡織など13社の董事（取締役）を務めた。その他、斗六衛生組合長、斗六庁愛国婦人会顧問、斗六街市区建設委員、地方税委員、嘉義庁地方税委員、嘉義庁市敷地調査委員、南投農会名誉評議員、台北州協議会員、台北建築調査委員、台北市区政改正調査委員などの公職に就いた。
1940年、赤司は日本の東京発動機株式会社（現在のトーハツ）の第2代社長に就任した。就任後間もなく、同社は陸海軍の共同管理工場となり、当時の日本で小型ガソリンエンジンの開発を担当する唯一の軍需工場となった。
1944年2月12日、赤司は心臓病により東京都渋谷区の自宅で死去した。墓は多磨霊園にあり、長男の赤司大介とともに埋葬されている。